# Miercurea Ciuc
Miercurea Ciuc ([ˈmierkurea t͜ʃuk]; Ausspracheⓘ; deutsch Szeklerburg [ˈseːklɐbʊʁk], ungarisch Csíkszereda [ˈt͜ʃiːkˌsɛrɛdɒ]) ist eine Stadt im Szeklerland im östlichen Teil der Region Siebenbürgen (Rumänien) und seit 1968 Hauptstadt des Kreises Harghita. Sie liegt in der Mitte des Ciuc-Beckens (Depresiunea Ciucului/Csíki-Medence) zwischen dem vulkanischen Harghita-Gebirge und dem Ciuc-Gebirge.
Die Stadt hatte im Jahr 2003 ungefähr 41.800 Einwohner, davon waren 34.359 Szekler, 7.274 Rumänen, 262 Roma usw. Wegen des hohen Anteils der Szekler gilt die ungarische Sprache zusammen mit der rumänischen als Amtssprache.

## Geschichte
Szeklerburg entstand in der Nähe der schon vorher bestehenden Siedlungen Șumuleu Ciuc, Toplița Ciuc  und Jigodin. Die erste urkundliche Erwähnung erfolgte am 5. August 1558 in einem Privilegienschreiben der Königin Isabella, der Mutter des Siebenbürger Fürsten Johann Sigismund, in dem die Einwohner der Ortschaft von bestimmten Abgaben befreit wurden.
1661 verwüstete Ali Pascha aus Temesvár das Ciuc-Gebiet; auch die Stadt wurde in Mitleidenschaft gezogen. In den Jahren 1650, 1655, 1677 und 1707 wurden in Szeklerburg allgemeine Stuhlversammlungen der Szekler abgehalten.
Auf Grund seiner wachsenden Bedeutung wurde Szeklerburg 1878 zum Sitz des ungarischen Komitats Csík und blieb dies bis 1918. 1888 wurde das Krankenhaus neu gebaut und 1898 folgte die Vollendung des heutigen Rathauses. Die am 5. April 1897 eingeweihte Eisenbahnlinie brachte bedeutende Veränderungen mit sich. Es entstanden eine kleine Holz- und Leichtindustrie sowie Maschinenfabriken.
Nach dem Vertrag von Trianon kam die Stadt zu Rumänien und war von 1927 bis 1938 ebenfalls Hauptstadt der Region Ciuc. Als Ergebnis des Zweiten Wiener Schiedsspruchs wechselte das Gebiet 1940 bis zum Einmarsch der Roten Armee im Jahre 1944 wieder nach Ungarn. 1945 wurde die Stadt erneut rumänisch, was bei der Pariser Friedenskonferenz 1946 bestätigt wurde.
Auch nach dem Zweiten Weltkrieg ist die Stadt das Zentrum des Gebiets geblieben. Von 1952 bis 1960 war sie Teil der ungarisch-autonomen Region in Rumänien. 1968 wurde sie Hauptstadt des Kreises Harghita. Die zentralistische Industrialisierungspolitik führte zu einem starken Anstieg der Einwohnerzahl.
Bevölkerungsentwicklung

## Sehenswürdigkeiten
Graf Ferenc Mikó von Hídvég (1585–1635) begann am 26. April 1623 mit dem Bau der seinen Namen tragenden Burg. Ihre heutige Gestalt erhielt sie von 1714 bis 1716 beim Neubau unter Leitung des kaiserlichen Generals Steinwille, was auch die Inschrift des Steins über dem Eingangstor belegt. Seit 1980, mit Unterbrechung zwischen 1986 und 1989, findet hier jährlich im Juli das Festivalul de muzică veche („Europäische Festival für Alte Musik“) statt.
Der Burg gegenüber befindet sich ein imposantes klassizistisches Gebäude, welches ursprünglich das Komitatshaus war. Es wurde im Jahre 1886 erbaut. Jetzt ist im Gebäude das städtische Bürgermeisteramt untergebracht. Daneben befindet sich ein privater Palast mit zwei Türmen. Auf der Zsögöder Seite des Burgplatzes steht der Justizpalast, der im Jahre 1892 errichtet wurde. Die Orthodoxe Kirche nördlich der Burg, die im Jahre 1934 gebaut wurde, fügt sich nicht in den Stil der umstehenden Bauwerke ein.

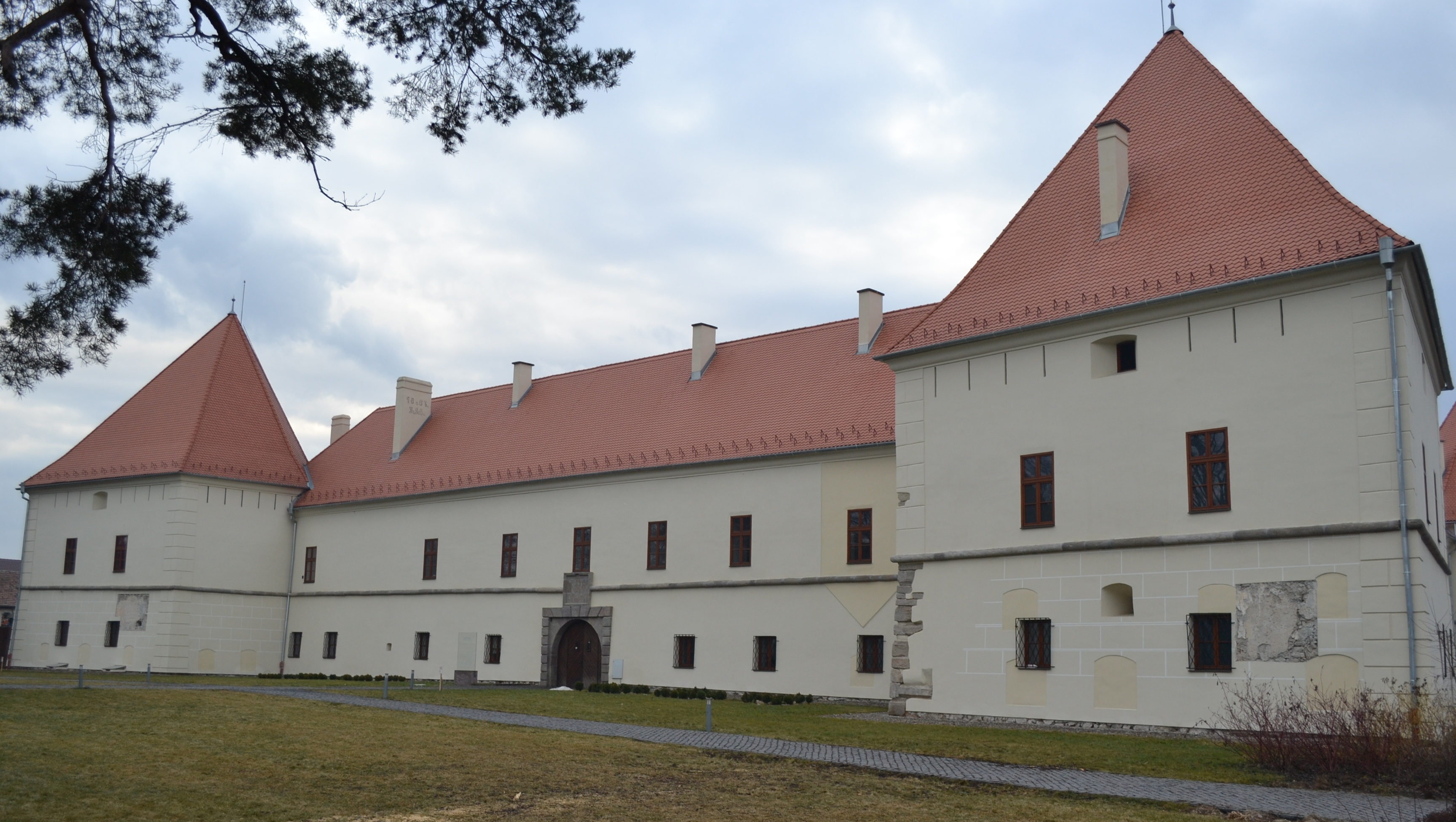
Die Burg Mikó
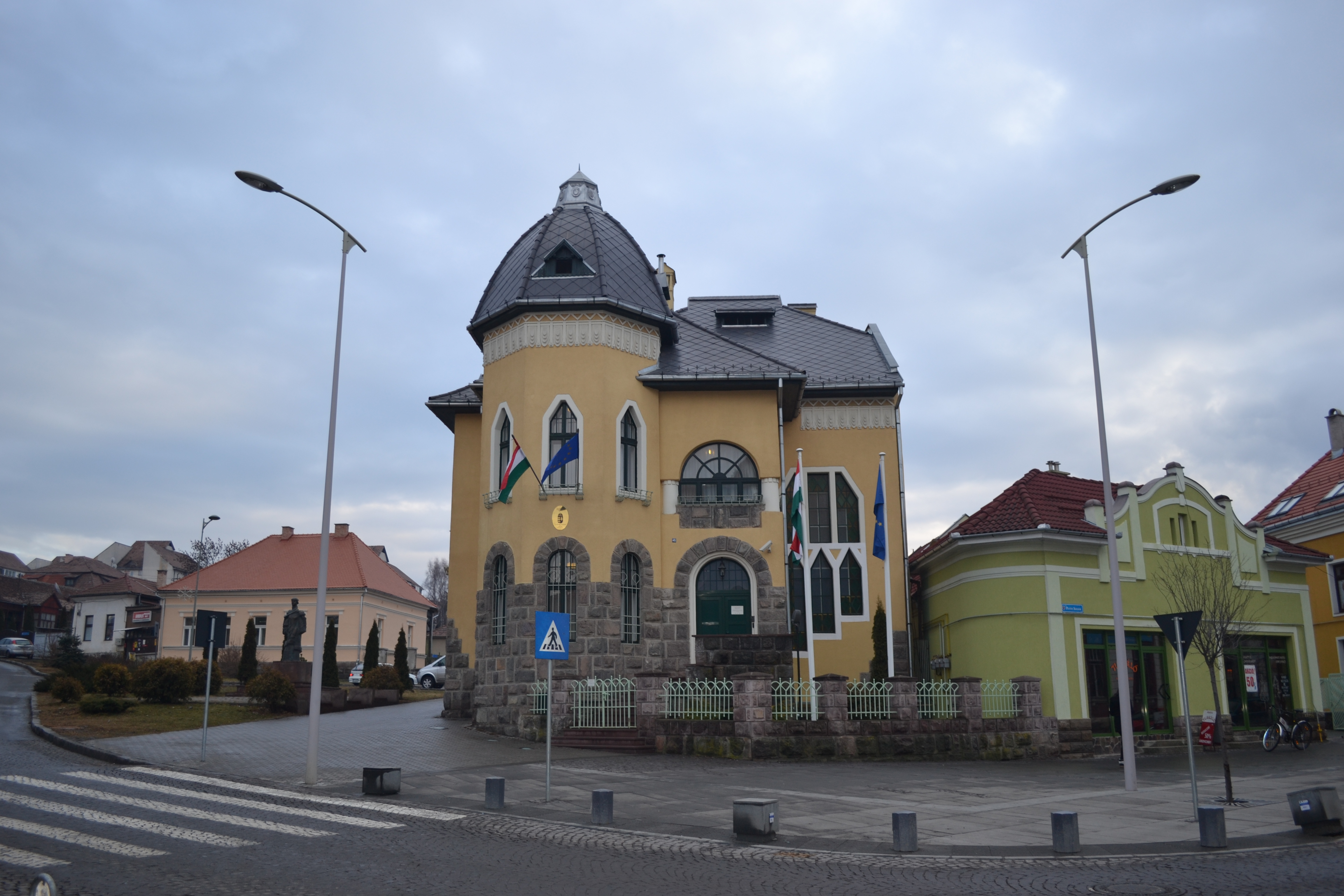
Ungarisches Konsulat
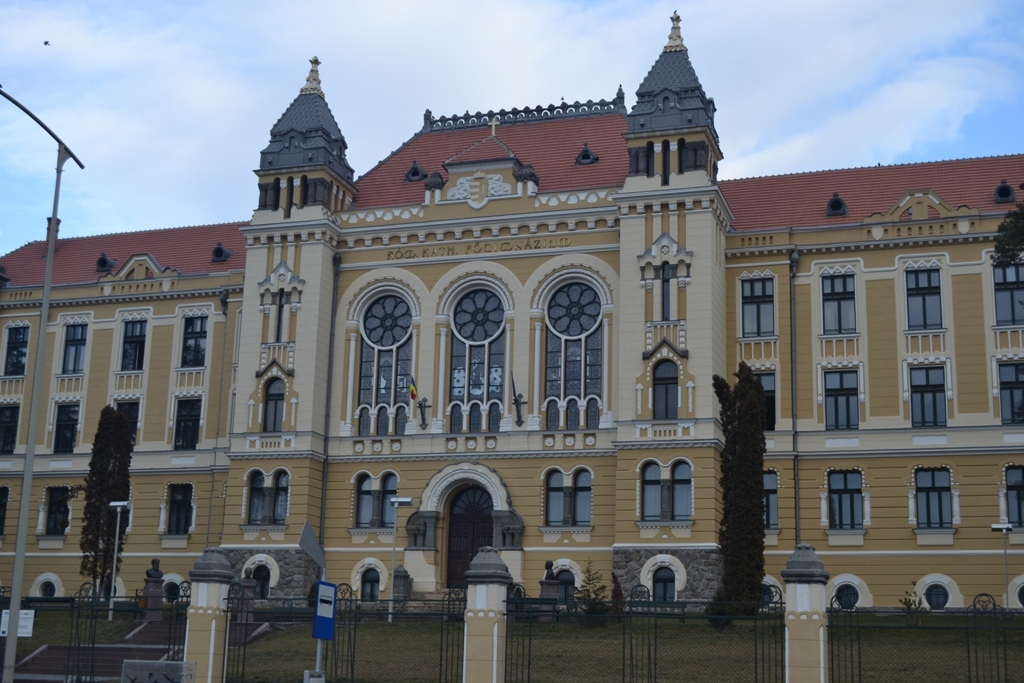
Die Schule Áron Márton
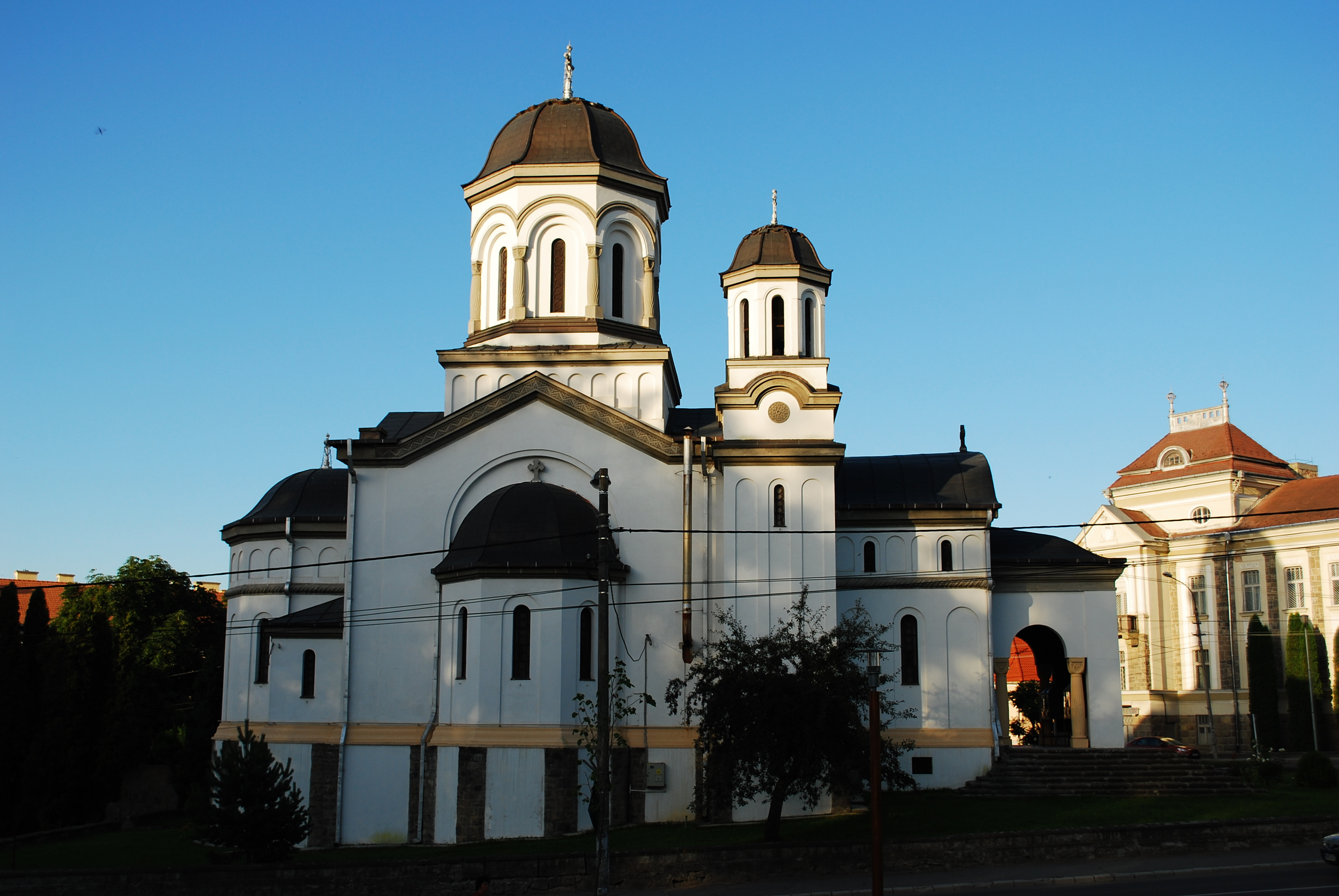
Orthodoxe Kathedrale
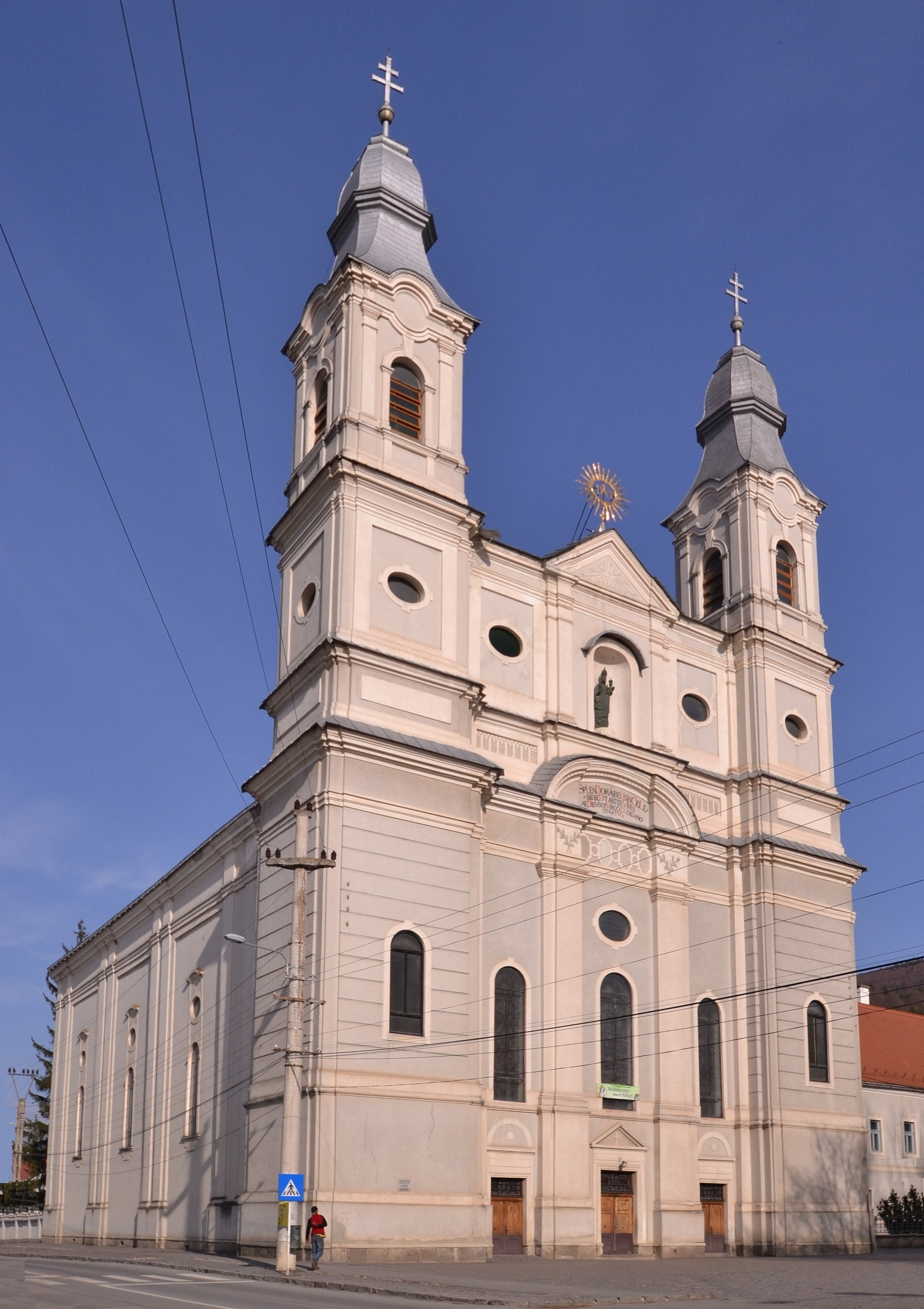
Klosterkirche Șumuleu

## Sport
Der Eishockeyverein HSC Csíkszereda spielt in der multinationalen Ersten Liga.

## Städtepartnerschaften
Die Stadt Miercurea Ciuc pflegt Städtepartnerschaften mit:
- Bălți, Moldau
- Bečej, Vojvodina, Serbien
- Budakeszi, Komitat Pest, Ungarn
- Cegléd, Komitat Pest, Ungarn
- Gödöllő, Komitat Pest, Ungarn
- Gyula, Komitat Békés, Ungarn
- Heves, Komitat Heves, Ungarn
- Kaposvár, Komitat Somogy, Ungarn
- Makó, Komitat Csongrád-Csanád, Ungarn
- III. Budapester Bezirk, Budapest, Ungarn
- Riehen, Kanton Basel-Stadt, Schweiz (seit 1989)[5]
- Székesfehérvár, Komitat Fejér, Ungarn
- Tiszaújváros, Komitat Borsod-Abaúj-Zemplén, Ungarn
- Želiezovce, Nitriansky kraj, Slowakei
- Zugló, (Die Selbstverwaltung der armenischen Minderheit), Ungarn

## Persönlichkeiten
- Laszlo Berkeczy (1925–2009), Bildhauer
- István Antal (1958–2009), Eishockeyspieler
- Tibor Kopacz (1962–2009), Eisschnellläufer
- Otto Keresztes (* 1963), Eishockeyspieler
- Albert-László Barabási (* 1967), Wissenschaftler
- Attila Ambrus (* 1967), Eishockeyspieler
- Ádám Szabó (* 1973), Archäologe, Historiker und Museumskurator
- Zoltan Pito (* 1974), österreichischer Gitarrist und Komponist
- Endre Kósa (1975–2015), Eishockeyspieler
- Maria Spirescu (* 1980), Bobfahrerin
- Róbert Péter (* 1983), Eishockeyspieler
- Ede Mihály (* 1986), Eishockeyspieler
- Edith Miklós (* 1988), Skiläuferin
- Csanád Fodor (* 1990), Eishockeyspieler
- Gergő Bíró (* 1994), Eishockeyspieler
- Mátyás Bíró (* 1994), Eishockeyspieler
- Tamás Sárpátki (* 1994), rumänisch-ungarischer Eishockeyspieler
- Nándor Fejes (* 1999), Eishockeyspieler
- Ákos Mihály (* 1999), Eishockeyspieler
- Ottó Sándor-Székely (* 2000), Eishockeyspieler